# École supérieure d'informatique (Bruxelles)
Pour les articles homonymes, voir ESI.
L'École supérieure d'Informatique de Bruxelles (ESI) est une haute école appartenant au réseau de la Communauté française de Belgique. Elle forme des bacheliers en informatique. Elle se situe dans le centre de Bruxelles et est le département des sciences informatiques de la Haute École Bruxelles-Brabant.

## Histoire
L'ESI a porté plusieurs noms depuis sa fondation en 1969, il est utile de les rappeler ici; 
- 1969 : ETSE, création du graduat en informatique à Anderlecht
- 1978 : ISIB (Institut supérieur industriel de Bruxelles) à Saint-Josse-ten-Noode
- 1985 : IESEc (Institut d'Enseignement Supérieur Economique de l'État)
- 1987 : création de la section Informatique Industrielle
- 1991 : ESI (École Supérieure d'Informatique) à Bruxelles
- 1995 : HEB-ESI (Haute École de Bruxelles - École Supérieure d'Informatique) dû à la création des hautes écoles en communauté française
- 2016 : ESI devient partie de la Haute École Bruxelles-Brabant (HE2B) à la suite de la fusion de la Haute École de Bruxelles et de la Haute École Paul-Henri Spaak[2]

## Formation
L'ESI forme des bacheliers dans des options industrielles ou économiques, elle offre les titres de :
- bachelier en Informatique : orientation Développeur d'applications ;
- bachelier en Informatique : orientation informatique industrielle ;
- bachelier en Informatique : orientation réseaux et télécommunication ;
- depuis septembre 2010, l'ESI organise un bachelier de spécialisation en sécurité des réseaux et systèmes informatiques.
- depuis septembre 2016, l'ESI organise un master en cybersécurité en codiplomation avec l'Université libre de Bruxelles, l'Université catholique de Louvain, l'Université de Namur, l'École royale militaire, la Haute École libre de Bruxelles Ilya Prigogine